# Vidigal (Rio de Janeiro)
Vidigal is een wijk of bairro in het zuiden van de Braziliaanse stad Rio de Janeiro. De wijk is een van de favelas of sloppenwijken van Rio, en wordt dus aangeduid als favela bairro. De wijk is organisch tegen de steile helling van de rotsformatie Morro Dois Irmãos (Heuvel van de Twee broers) aangebouwd en zit geklemd tussen deze rotsen en de Atlantische Oceaan. Aan de andere zijde van de Morro Dois Irmãos bevindt zich de grootste sloppenwijk van Rio, Rocinha.
De favela grenst direct aan de rijke woonwijk aan het strand, Leblon. Ten zuiden van Vidigal liggen de wijk São Conrado en de stranden van São Conrado.
Sinds november 2011 zijn onder meer Rocinha en Vidigal onder de aandacht, bewaking en inzet van de Unidade de Polícia Pacificadora (UPP) gekomen, een speciale politieeenheid die tot taak heeft orde en rust in de favelas te brengen, en een meer normale wijkwerking mogelijk te maken. 
Het uitzicht vanuit de wijk, door sommigen het mooiste van Rio genoemd, de inzet van de UPP en het toeristisch potentieel van het gebied, hebben gemaakt dat meer en meer de favela in het circuit van de normale verstedelijking terecht is gekomen, en sloppen meer en meer plaats maken voor nieuwe bouwprojecten. 

## Galerij

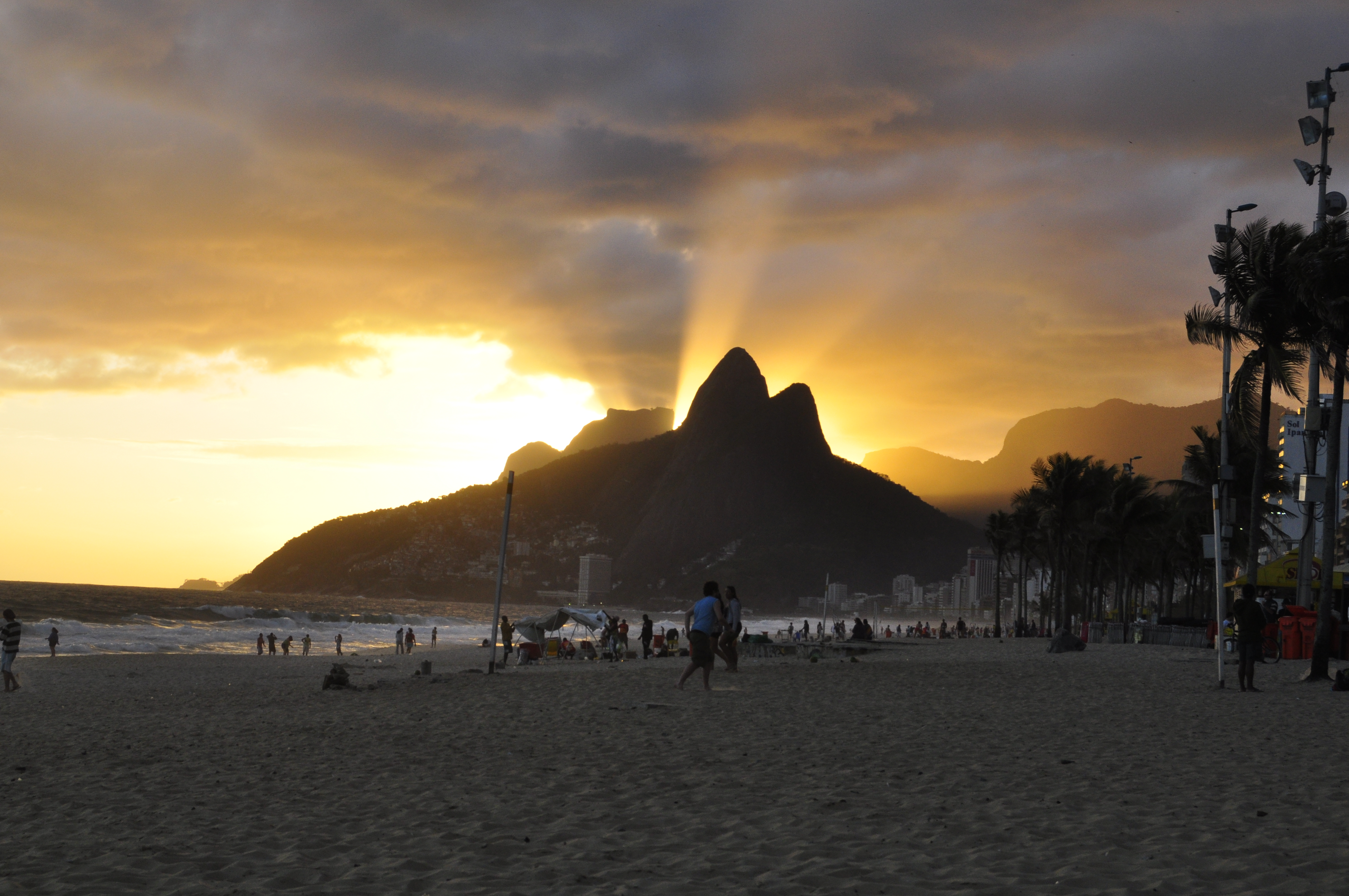
Zonsondergang op het strand van Ipanema met zicht op de rotsformatie Morro Dois Irmãos
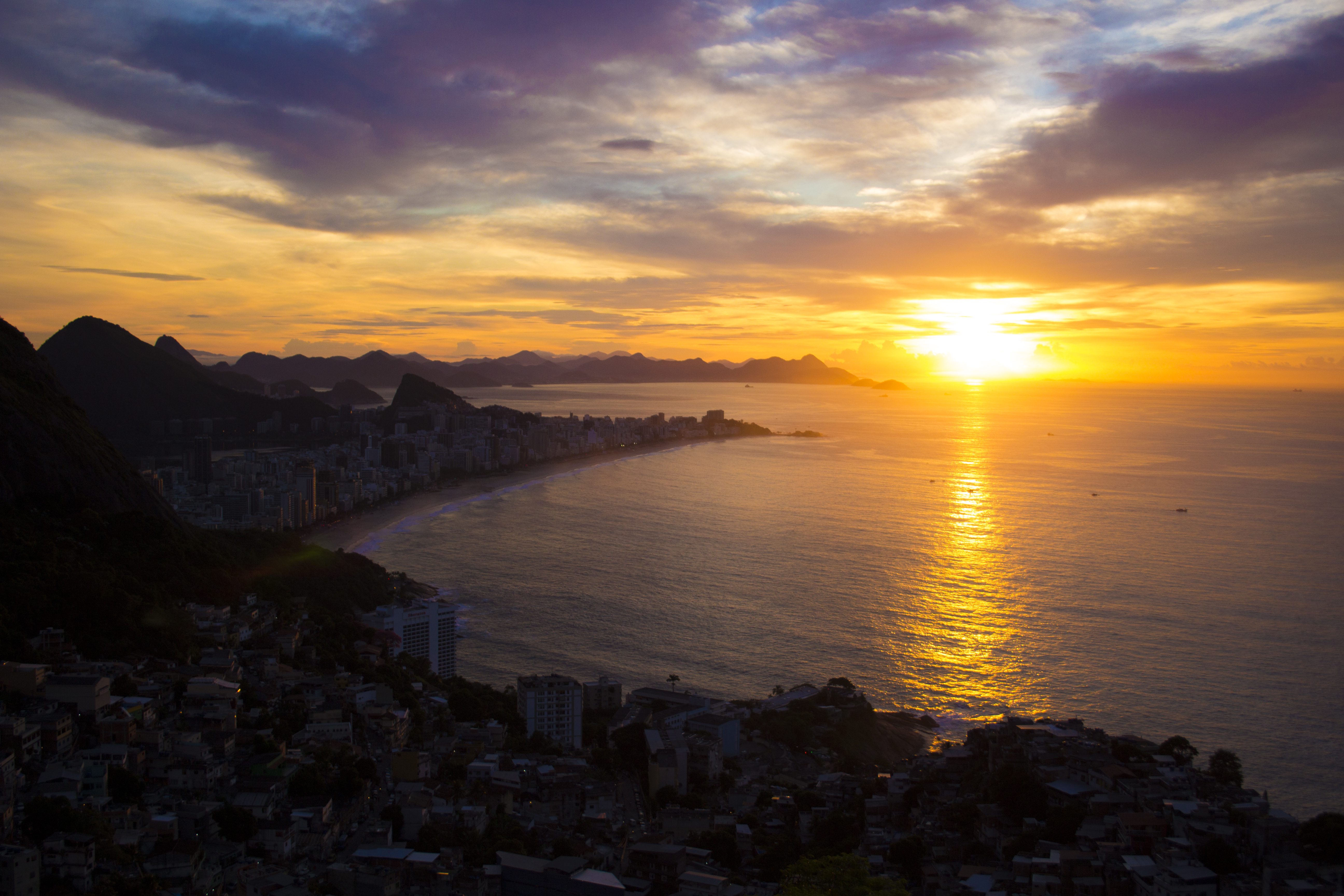
Zonsopgang in Vidigal